# 哈药集团
哈药集团（英語：Harbin Pharmaceutical Group Co., Ltd., 上交所：600664）是一家中国制药公司，总部在哈尔滨。

## 历史

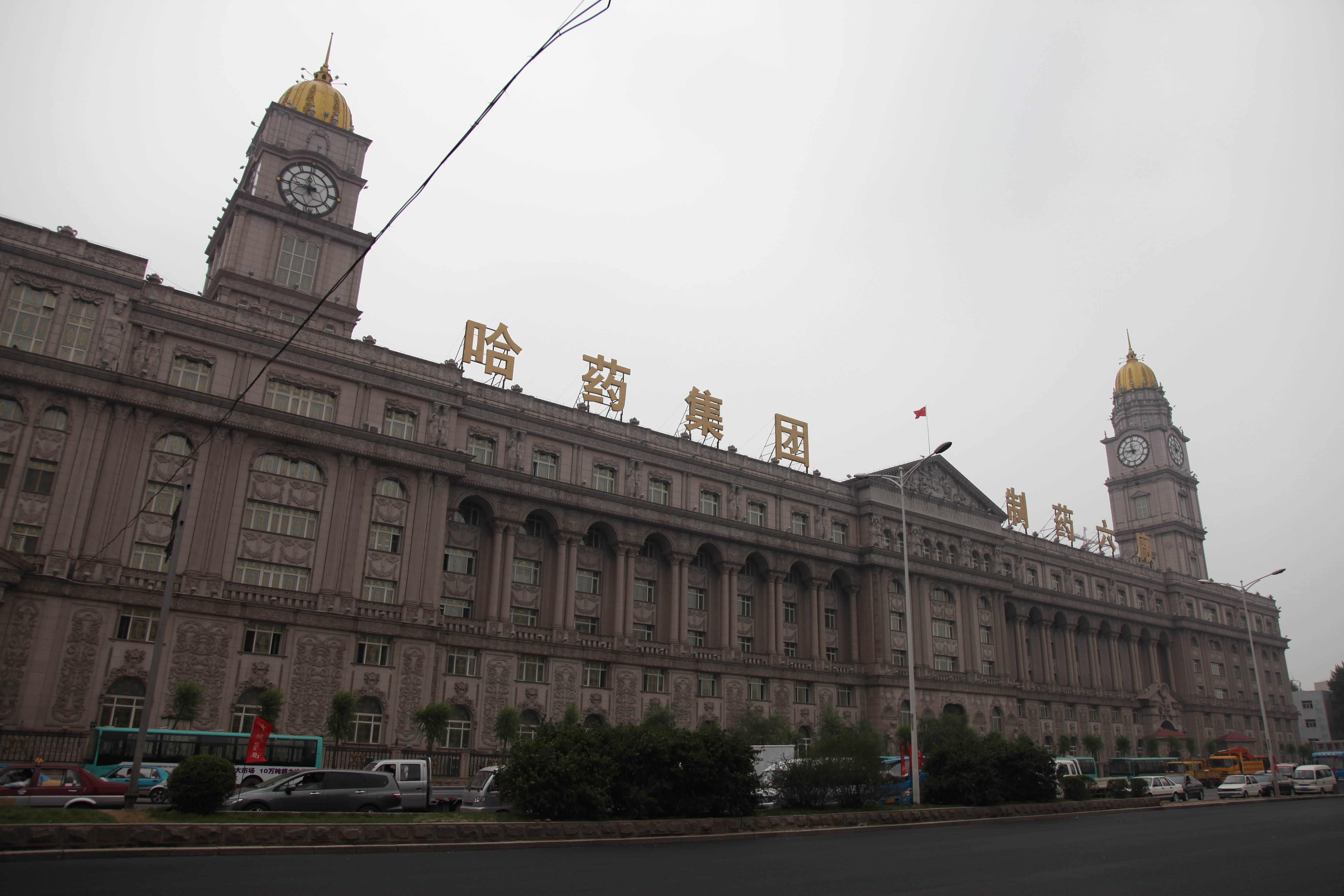
哈药集团制药六厂

前身是哈尔滨医药集团股份有限公司，创建于1989年，旗下有哈药股份和三精制药两个上市公司以及27家全资或控股子公司。